# Precious (pel·lícula)
Precious, també coneguda com a Precious: Based on the Novel 'Push' by Sapphire és un drama estatunidenc de 2009 dirigit per Lee Daniels. La pel·lícula és una adaptació cinematogràfica de la premiada novel·la de Sapphire Push: A Novel. La major part del seu repartiment és femení, entre el qual s'hi troba a: Gabourey Sidibe en el paper principal, i Mariah Carey, Mo'Nique, Paula Patton i Lenny Kravitz en rols secundaris. La cinta significa el debut dramàtic de Lenny Kravitz i Sidibe. Ha estat doblada i subtitulada al català.

## Argument
1987: Claireece "Precious" Jones (Gabourey Sidibe) té setze anys, és afroamericana, obesa i analfabeta, a més de viure al barri de Harlem de Nova York amb una família completament trencada. El seu propi pare la va violar i deixar embarassada quan tenia dotze anys, i la seva mare es dedica a devorar el menjar que Precious li prepara i a sotmetre-la a constants abusos físics i psíquics. Ara, mentre el seu primer fill amb Síndrome de Down és cuidat per la seva àvia, n'espera el segon i l'escola la força a deixar els estudis per enviar-la a un Centre Alternatiu que l'ajudi a redirigir la seva vida.

## Repartiment
- Gabourey Sidibe com Claireece "Precious" Jones
- Mo'Nique com Mary Lee Johnston
- Paula Patton com Srta. Blu Rain
- Mariah Carey com Sra. Weiss
- Lenny Kravitz com l'infermer John McFadden
- Sherri Shepherd com Cornrows
- Nealla Gordon com Sra. Lichtenstein
- Stephanie Andujar com Rita
- Chyna Layne com Rhonda

## Premis
Oscars
- Guanyadora per:
  - Millor actriu secundària per Mo'Nique
  - Millor guió adaptat per Geoffrey Fletcher
- Nominada per:
  - Millor pel·lícula
  - Millor actriu per Gabourey Sidibe
  - Millor muntatge per Joe Klotz

Globus d'or
- Guanyadora per:
  - Millor actriu secundària per Mo'Nique
- Nominada per: 
  - Millor pel·lícula dramàtica
  - Millor actriu dramàtica per Gabourey Sidibe

Premis BAFTA
- Guanyadora per:
  - Millor actriu secundària per Mo'Nique
- Nominada per:
  - Millor pel·lícula
  - Millor actriu per Gabourey Sidibe
  - Millor guió adaptat per Geoffrey Fletcher